# 仁內建之
仁內建之（日语：仁内 建之，1933年2月21日—2000年4月12日），日本男演員、配音員。出身於北海道帶廣市。
本名：寶達晃一。日本大學畢業。舊藝名：仁內達之。
出道初期大多以本名參加演藝事業。女兒寶達奈巳 （页面存档备份，存于）是音樂家。

## 生平
生前經歷東京俳優生活協同組合、東京藝術座、Production THC、江崎Production，最終所屬Theatre Echo。
仁內建之從1950年代後半開始，至1990年一直在動畫配音領域活躍。其中，他為人熟悉的代表配音作品有動畫《太陽之牙達格拉姆》的赫爾穆特·J·拉寇克專員、《白色重戰機》的阿曼達拉·卡曼達拉〈奧爾杜納·波贊達魯（本尊）〉、《銀河英雄傳說》的尼可拉斯·博爾德克及《亂馬½ 熱鬥篇》的九能校長。及擔任美國電影《肖申克的救贖》山姆·諾頓典獄長的日語配音、還有在「假面騎士系列」為眾多登場的怪人進行過配音。
晩年至去世為止擔任中村吉右衛門主演電視劇《鬼平犯科帳》的第4代旁白。
2000年4月12日逝世，終年67歲。

## 繼任
在仁內逝世後，配音員接任作品如下：
- 能村太郎（日语：能村庸一）－『鬼平犯科帳』第8系列之後：旁白
- 大塚芳忠－高橋留美子展上映『亂馬½』OVA動畫：九能校長
- 中尾隆聖－PS2遊戲『機甲英雄譚世界大戰（日语：サンライズ英雄譚）』：赫爾穆特·J·拉寇克專員（來自太陽之牙達格拉姆）、阿曼達拉·卡曼達拉〈奧爾杜納·波贊達魯（本尊）〉（來自白色重戰機）
- 土師孝也－影碟版『荒野黑旋風（英语：Sabata (film)）』：史丹格爾[注 2]

## 演出

### 電視劇
朝日電視台
- 新選組血風錄（日语：新選組血風録 (テレビドラマ)#1965年版） 第25話「流山」（1965年，與東映（日语：東映京都撮影所）共同製作）－佐藤家來的軍官隊長[注 3]
- 我們是九人戰鬼（日语：われら九人の戦鬼）（1966年，與東映共同製作）－山賊副首領·咬龍院[注 3]
- 我是用心棒（日语：俺は用心棒） 第16話「志士的寫本」（1967年，與東映共同製作）－見廻組·酒井源之助[注 3]
- 等待用心棒（日语：待っていた用心棒） 第26話「山彼方」（1968年，與東映共同製作）－武士高山
- 特別機動搜査隊（日语：特別機動捜査隊） 第410話「蒼母復」（1969年，與東映共同製作）－杉波
- 鬼平犯科帳（日语：鬼平犯科帳 (テレビドラマ)） 第53話（1969年，與東寶共同製作）－竹中同心
- 用心棒回來了（日语：帰って来た用心棒） 第32話「失蹤」（1969年，與東映共同製作）
- 天斬（日语：天を斬る） 第11話「武士」（1969年，與東映共同製作）－丹波鄉士·熊切
- 旗本退屈男（日语：旗本退屈男）（與東映共同製作）※高橋英樹（日语：高橋英樹 (俳優)）版
  - 第5話「百化河岸」（1970年）
  - 第25話「花諸羽流」（1971年）
- 人形佐七捕物帳（日语：人形佐七捕物帳 (1971年のテレビドラマ)） 第5話「折扇子」（1971年，與東寶共同製作）※林與一（日语：林与一）版
- 大忠臣藏（日语：大忠臣蔵 (1971年のテレビドラマ)） 第45話「目指本所松坂町」（1971年，與三船製片共同製作）

日本電視台
- 右門捕物帖 第17話「十七番手柄 江戶番外侍」（1970年，與東寶共同製作）※中村吉右衛門（日语：中村吉右衛門 (2代目)）版
- 向太陽怒吼！（日语：太陽にほえろ!） 第353話（1979年，與東寶共同製作）

富士電視台
- 第5話「屋」（1971年，與東寶共同製作）
- 無宿侍 第13話「二人幻之介」（1973年，與國際放映（日语：国際放映）共同製作）
- 鬼平犯科帳（日语：鬼平犯科帳 (中村吉右衛門)）（與松竹（日语：松竹京都撮影所）共同製作）－旁白 ※中村吉右衛門（日语：中村吉右衛門 (2代目)）版
  - 第7系列（1997年）
  - 第8系列（1998年）

其它電視台
- 綠色劇場（日语：グリーン劇場） 第8回「私言欲」（1960年，TBS）[注 3]
- 第22話「長差愛」（1970年，東京電視台／國際放映）
- 明天一定會（日语：きっと明日は）（1996年－1997年，NHK教育）－桑原甚兵衛

### 電視動畫
1968年
- 鬼太郎 (第1作)

1969年
- 忍風KAMUI外傳（日语：カムイ外伝#テレビアニメ）（霍特里〈初代〉）

1971年
- 動畫紀錄片 決斷[9]

1972年
- 科學小飛俠（惡魔黨隊長、卡里格博士）

1973年
- 再造人卡辛（團長）
- 英勇無敵號（旁白[10]、警官、科學家、廣播 等）
- Dororn炎魔君（大金怪）

1975年
- 勇者萊汀（惡魔提督達魯坦、初期旁白）

1977年
- 小雙俠 (1977年版)（摩聶）

1978年
- 女王陛下的小天使小偵探（日语：女王陛下のプティアンジェ）（湯姆）
- 魯邦三世 (TV第2系列)（日语：ルパン三世 (TV第2シリーズ)）（史密斯少校）

1979年
- 凡爾賽玫瑰（奧爾良公爵）

1980年
- 時空巡警隊救助超人（日语：タイムパトロール隊オタスケマン）（林肯）
- 天才小釣手（瀧太郎）
- 尼爾斯的不可思議之旅（卡魯魯11世）

1981年
- 太陽之牙達格拉姆（赫爾穆特·J·拉寇克專員[11]）
- 六神合體Godmars（巴倫、維德、斯巴魯）

1982年
- 怪物小王子 (1980年版)

1984年
- 怪貓豬油糕（日语：オヨネコぶーにゃん）（釋迦大人）

1985年
- 搞怪拍檔（キング）
- 魯邦三世 PARTIII（日语：ルパン三世 PARTIII）（總統）

1986年
- 宇宙船人馬座（日语：宇宙船サジタリウス）（奧羅格人之神）
- 三國志 II 在天空翱翔的英雄們（日语：三国志 (日本テレビ)）（司馬懿[12]）

1989年
- 森林大帝 (1989年版)（禿鷲）
- 亂馬½ 熱鬥篇（九能校長）

1990年
- 勇者艾克斯凱撒（千代之介）

1991年
- 機甲警察金屬傑克（財前會長）
- 閃電霹靂車（風見廣之）
- 太陽勇者（船長）

1992年
- 小巫仙（史坦）

1994年
- 銀河戰國群雄傳（鳳鳴）

1996年
- 浪客劍心（漢斯博士）

1997年
- 手塚治虫的舊約聖書物語（日语：手塚治虫の旧約聖書物語）（賽姆）

1999年
- The Big O（安東尼·高斯）

### 電影動畫
- 紀錄片太陽之牙達格拉姆（1983年，赫爾穆特·J·拉寇克專員）
- 番外篇 太陽之牙Q（1983年，赫爾穆特·J·拉寇克專員）
- 哆啦A夢：大雄的魔界大冒險（1984年，惡魔隊長）
- 銀河鐵道之夜（1985年，警察署長）
- 金星戰記（日语：ヴイナス戦記）（1989年，杭德的總機、主播）
- （1990年，片岡）
- 紅豬（1992年，空賊聯合會長）[注 4]
- 銀河英雄傳說 新戰爭的序曲（1993年，尼可拉斯·博爾德克）

### OVA
- 白色重戰機（1987年，阿曼達拉·卡曼達拉〈奧爾杜納·波贊達魯（本尊）〉）
- 銀河英雄傳說（1988年，尼可拉斯·博爾德克）
- 麻雀飛翔傳 哭泣的龍（日语：麻雀飛翔伝 哭きの竜）（1988年，甲斐正三）
- TAMA&FRIENDS 3丁目物語（1989年）
- 新空手道地獄變（日语：新カラテ地獄変）（1990年，卡爾·羅蘭）
- 亂馬½ 校園吹起風暴！身材劇變的雛子老師（1994年，九能校長）
- 魔域幽靈：獵人（1997年，戴米里·馬克西莫夫的管家）
- 聖少女艦隊Virgin Fleet（日语：聖少女艦隊バージンフリート）（1998年，達田川長官）

### 遊戲
- COBRA II 傳說之男（日语：コブラ (PCエンジン)）（1991年，比爾·薩立邦、杜格）
- 亂馬½ 囚禁的新娘（日语：らんま1/2 とらわれの花嫁）（1991年，九能校長）[注 5]
- 亂馬½ 打倒，元祖無差別格鬥流！（日语：らんま1/2 打倒、元祖無差別格闘流!）（1992年，九能校長）
- 亂馬½ 町內激鬥篇（日语：らんま1/2 町内激闘篇）（1992年，九能校長）[注 6]
- 聖少女艦隊Virgin Fleet（日语：聖少女艦隊バージンフリート）（1999年，達田川長官）

### 外語配音

#### 電影／電視影集
| 作品年份 | 作品名稱                  | 配演角色                                                | 演員                   | 媒介                               |
| -------- | ------------------------- | ------------------------------------------------------- | ---------------------- | ---------------------------------- |
| 1940     | 騎軍血戰史                | Jim Brett                                               | Preston Foster         | 朝日電視台版                       |
| 1942     | 北非諜影                  | 維克多·拉斯洛                                           | 保羅·亨雷              | 朝日電視台版                       |
| 1954     | 華倫王子                  | 布拉克爵士                                              | 詹姆士·梅遜            | －                                 |
| 1956     | 伸冤記                    | Frank O'Connor                                          | Anthony Quayle         | 影碟版本                           |
| 1957     | 氣壯山河                  | Anthony Trumbull                                        | Cary Grant             | TBS版                              |
| 1957     | 桂河大橋                  | －                                                      | －                     | 富士電視台版                       |
| 1962     | 碧血長天                  | Robert Haines少將                                       | Mel Ferrer             | 日本電視台版                       |
| 1963     | 大小通吃                  | Louis Naudin                                            | Maurice Biraud         | 東京電視台新錄製版                 |
| 1963     | 第三集中營                | Werner "The Ferret"                                     | Robert Graf            | 富士電視台／影碟收錄               |
| 1964     | 打擊魔鬼                  | Max Van Schreeten                                       | Lloyd Bochner          | 日本電視台版                       |
| 1964     | 荒野大鏢客                | Sheriff John Baxter                                     | Wolfgang Lukschy       | TBS新錄製版                        |
| 1965     | 鄧迪少校                  | 班傑明·泰林                                             | 李察·哈里斯            | TBS版                              |
| 1965     | 金槍客再闖鬼門關          | 帕科·富恩特斯                                           | 喬治·馬丁              | TBS版                              |
| 1966     | 女諜玉嬌龍                | Paul Hagen                                              | Michael Craig          | 電視播出／BD收錄                   |
| 1966     | 聯合縮小軍                | －                                                      | －                     | 東京電視台版                       |
| 1966     | 德州游俠                  | Cisco Delgado                                           | José Suárez            | 東京電視台版／DVD收錄              |
| 1966     | 虎膽妙算                  | Miguel                                                  | Valentin de Vargas     | 富士電視台版                       |
| 1966     | Blood at Sundown          | Waldorf判官                                             | Carlo D'Angelo         | －                                 |
| 1967     | 復仇的日子                | Cobb                                                    | Conrado San Martín     | TBS／富士電視台版                  |
| 1968     | 鐵蹄壯士魂                | Arndt上校                                               | Anton Diffring as Col. | TBS新錄製／DVD收錄                 |
| 1968     | 星星星                    | David Holtzmann                                         | Richard Karlan         | 影碟版本                           |
| 1968     | 血染雪山堡                | Paul Kramer                                             | Anton Diffring         | 日本電視台版                       |
| 1968     | X1號潛艇戰                | Robert Talbott Gogan上尉                                | William Dysart         | 朝日電視台／DVD收錄                |
| 1969     | 鋌而走險                  | 漢克·麥凱恩                                             | 約翰·卡薩維茲          | －                                 |
| 1969     | 基堡八勇士                | DeVaca                                                  | Michael Conrad         | 日本電視台版                       |
| 1969     | 荒野黑旋風                | Stengel                                                 | Franco Ressel          | TBS／DVD收錄                       |
| 1970     | 礦工之怒                  | James McParlan／McKenna                                 | Richard Harris         | 影碟版本                           |
| 1970     | 仁義                      | Santi                                                   | François Périer        | TBS版                              |
| 1971     | 逃離猩球                  | 艾曼多                                                  | 里卡多·蒙特爾班        | TBS版                              |
| 1971     | 大太陽                    | 口                                                      | 中村哲                 | TBS版                              |
| 1972     | 征服猩球                  | －                                                      | －                     | 富士電視台／DVD收錄                |
| 1972     | 希望滅亡                  | 麥卡錫                                                  | 羅伯特·帕迪            | TBS版／BD收錄                      |
| 1972     | 海神號遇險記 (1972年電影) | 利納科斯                                                | 佛瑞德·沙多夫          | TBS／朝日電視台／DVD收錄           |
| 1972     | 狂熱復仇                  | 傑羅尼莫·米內利                                         | 文森·愛德華            | 日本電視台版／數位修復版BD&DVD收錄 |
| 1973     | 古屋傳奇                  | 亨利                                                    | 彼得·鮑爾斯            | 影碟版本                           |
| 1973     | 太平間的駝背者            | 奧拉教授                                                | 阿爾貝托·黛比斯        | 東京電視台版                       |
| 1973     | 警網鐵金剛                | －                                                      | －                     | TBS版                              |
| 1973     | 死亡飛車                  | 救援隊隊長、士兵                                        | －                     | 朝日電視台／DVD收錄                |
| 1973     | 瘋狂特務女殺手            | 柯林斯上校                                              | 漢斯·邁耶爾 (演員)     | 富士電視台版                       |
| 1974     | 機械人求生記              | 邁克博士                                                | 羅伯特·道格拉斯        | NHK綜合版                          |
| 1974     | 驚天動地60秒              | －                                                      | －                     | 日本電視台版                       |
| 1975     | 最後逃亡                  | 律師                                                    | －                     | 朝日電視台版                       |
| 1975     | 福爾摩斯兄弟歷險記        | 法國人                                                  | －                     | 朝日電視台／DVD收錄                |
| 1975     | ERIC                      | －                                                      | －                     | [ 注 12 ]                          |
| 1975     | 此路不通                  | 尤內斯克                                                | 康奈爾·科曼            | 東京電視台版                       |
| 1976     | 玄機妙算                  | －                                                      | －                     | 日本電視台版                       |
| 1976     | 凶兆                      | 基思·真寧士                                             | 大衛·華納              | TBS版                              |
| 1976     | 炮彈                      | 沃爾夫·梅瑟                                             | 詹姆斯·奇屈            | 日本電視台版                       |
| 1976     | 迷情記                    | 羅伯特·拉薩勒                                           | 約翰·利思戈            | 日本電視台版                       |
| 1977     | 奇襲恩培德                | 賈德·雅科比                                             | 華倫·J·克梅林          | 富士電視台／DVD收錄                |
| 1977     | 猛鷹突擊兵團              | －                                                      | －                     | 電視播出版                         |
| 1977     | 詹姆士·龐德：勇破海底城   | 卡特                                                    | 沙恩·瑞默              | TBS新錄製版                        |
| 1978     | 憤怒                      | 班·基爾德雷斯                                           | 約翰·卡薩維茲          | TBS／BD收錄                        |
| 1978     | 兇胎                      | Jack Hughes醫師                                         | Jon Cedar              | 東京電視台版                       |
| 1978     | 神探可倫坡                | George O'Connell                                        | Bernard Behrens        | NHK版                              |
| 1978     | 魔羯星一號                | －                                                      | －                     | 朝日電視台版                       |
| 1979     | 驚爆九重天                | William Halpern                                         | Robin Gammell          | 朝日電視台／DVD收錄                |
| 1980     | 地獄                      | Kazanian                                                | Sacha Pitoëff          | TBS版                              |
| 1980     | 星際大戰5：帝國大反擊     | Firmus Piett提督                                        | Kenneth Colley         | 朝日電視台版                       |
| 1980     | 飛俠哥頓                  | －                                                      | －                     | 日本電視台版                       |
| 1980     | 噩夢城市                  | Warren Holmes少校                                       | Francisco Rabal        | MBS版                              |
| 1981     | 飛天紅中俠                | Les Carlisle部長                                        | William Bogart         | 日本電視台版                       |
| 1981     | 勝利大逃亡                | 納粹德軍收容所所長                                      | －                     | 富士電視台版                       |
| 1981     | 體熱                      | 埃德蒙·沃克                                             | 理查德·克里納          | 朝日電視台版                       |
| 1981     | 忍者潛入                  | Charles Venarius                                        | Christopher George     | 朝日電視台／BD&DVD收錄             |
| 1982     | 食屍人                    | Curwin判官                                              | Don Gordon             | TBS／BD收錄                        |
| 1982     | 第一滴血                  | Lester                                                  | Alf Humphreys          | 日本電視台舊錄製版                 |
| 1983     | 大革命                    | Maximilien Robespierre                                  | Wojciech Pszoniak      | TBS版                              |
| 1983     | 天龍特攻隊                | 第1季：Hank Thompson保安官第2～4季：Roderick Decker上校 | Ed LauterLance LeGault | 朝日電視台版                       |
| 1983     | 星際大戰6：絕地大反攻     | Firmus Piett提督                                        | Kenneth Colley         | 日本電視台版                       |
| 1983     | 證言                      | －                                                      | －                     | 朝日電視台版                       |
| 1984     | 十三號星期五4             | －                                                      | －                     | 日本電視台版                       |
| 1984     | 冰人                      | Whitman                                                 | Josef Sommer           | 電視播出版                         |
| 1984     | 兵來將擋                  | FBI刑警Chief                                            | Paul Comi              | 電視播出版／DVD收錄                |
| 1984     | 邁阿密風雲                | 麻藥取締局Scott Wheeler警部補                           | Bill Smitrovich        | 東京電視台版                       |
| 1984     | 女作家與謀殺案            | 第1季：Henry Kyle第3季：Jason Bryan                     | Ron MoodyJohn McMartin | NHK版                              |
| 1987     | 超越顛峰                  | 魯克爾                                                  | 泰瑞·放克              | 富士電視台版                       |
| 1987     | 成功的秘密                | －                                                      | －                     | TBS電視台版                        |
| 1987     | 說書人                    | 國王                                                    | 菲利普·傑克森          | 影碟版本                           |
| 1987     | 霹靂炮II                  | 凱恩                                                    | 狄恩·史達威爾          | 富士電視台版                       |
| 1987     | 早安越南                  | 理查德·尼克森總統                                       | －                     | 影碟版本                           |
| 1988     | 陰間大法師                | －                                                      | －                     | VHS版本                            |
| 1988     | 法律之上                  | Nico Toscani的叔叔                                      | Jack Wallace           | TBS版                              |
| 1988     | 巨無霸                    | Bombalina                                               | Witold Pyrkosz         | VHS版本                            |
| 1988     | 笑彈龍虎榜                | 文生·魯格威                                             | 里卡多·蒙特爾班        | TBS版                              |
| 1988     | 龍兄鼠弟                  | －                                                      | －                     | 朝日電視台版                       |
| 1989     | 終極天將                  | Horatio Jackson                                         | Jonathan Pryce         | 影碟版本                           |
| 1989     | 聖戰奇兵                  | Vogel上校                                               | Michael Byrne          | 朝日電視台版                       |
| 1989     | 星際旅行V：終極先鋒       | 史波克                                                  | 倫納德·尼莫伊          | 影碟版本                           |
| 1989     | 無底洞                    | DeMarco                                                 | J. Kenneth Campbell    | 影碟版本                           |
| 1989     | 激情劊子                  | 警部補                                                  | John Spencer           | 朝日電視台版                       |
| 1989     | 海灘遊俠                  | Don Thorpe                                              | Monte Markham隊長      | 東京電視台版                       |
| 1989     | 再殺我一次                | Jonesy                                                  | Joseph Carberry        | VHS版本                            |
| 1990     | 城市警探                  | 傑羅姆·史威特                                           | 大衛·克萊隆            | 影碟版本                           |
| 1990     | 麻雀變鳳凰                | 霍利斯特先生                                            | 拉里·米勒              | 影碟版本                           |
| 1990     | 忍者龜 (1990年電影)       | 史特恩署長                                              | 雷蒙·薩拉              | 影碟版本                           |
| 1990     | 火鳥出擊                  | －                                                      | －                     | 富士電視台版                       |
| 1990     | 機器戰警2                 | 凱恩                                                    | 湯姆·努南              | 影碟版本                           |
| 1990     | 黑暗天使                  | 沃倫                                                    | 山姆·安德森            | 影碟版本                           |
| 1990     | 小鬼當家                  | 強尼                                                    | 雷夫·傅迪              | 影碟版本                           |
| 1990     | 菜鳥霹靂膽                | 鮑爾                                                    | 哈爾·威廉斯            | 影碟版本                           |
| 1991     | 法外出擊                  | 弗蘭基                                                  | 薩爾·理查茲            | 影碟版本                           |
| 1991     | 浴火赤子情                | 馬丁·史偉哲克議員                                       | J·T·華許               | 富士電視台版                       |
| 1991     | 火燒島                    | 看守長                                                  | －                     | 影碟版本                           |
| 1991     | 好萊塢醫生                | －                                                      | －                     | 朝日電視台版                       |
| 1991     | 街頭俏妞                  | 伯納德‧·奧克斯博                                        | 弗雷德·湯普森          | 影碟版本                           |
| 1991     | 星際旅行VI：未來之城      | 倫納德·麥科伊                                           | 德福雷斯特·凱利        | 影碟版本                           |
| 1991     | 大鱷魚2                   | 文森·“文”·布朗                                          | 史蒂夫·雷爾斯巴克      | VHS版本                            |
| 1991     | 新岳父大人                | 艾爾                                                    | 理查·波特諾            | VHS版本                            |
| 1992     | 烏龍服務員                | 斯卡帕                                                  | 安德里亞斯·凱特蘇拉斯  | VHS版本                            |
| 1992     | 修女也瘋狂                | 泰德                                                    | 蓋伊·博伊德            | 影碟版本                           |
| 1992     | 魔鬼戰將                  | 尼克·賈薩上校                                           | 戴爾·戴依              | 朝日電視台版／日語配音完整BD收錄   |
| 1992     | 小鬼當家2                 | 強尼                                                    | 雷夫·傅迪              | 影碟版本                           |
| 1993     | 太空遊俠 (第3季)          | Murdoch特搜                                             | Leon Russom            | NHK版                              |
| 1994     | 肖申克的救贖              | Samuel Norton典獄長                                     | Bob Gunton             | 影碟版本                           |
| 1994     | 摩天悍將                  | Gary Bullock                                            | Lex記者                | 朝日電視台版                       |
| 1994     | 三國演義                  | 荀彧文若                                                | 顧嵐                   | NHK-BS2版                          |
| 1995     | 二見鍾情                  | Ox Callaghan                                            | Peter Boyle            | 影碟版本                           |
| 1995     | X檔案 (第3季)             | Simon Gates                                             | Kenneth Welsh          | 朝日電視台版／DVD收錄              |
| 1995     | 閃電奇蹟                  | Aaron Stripler                                          | Ray Wise               | 影碟版本                           |
| 1995     | 魔鬼悍將                  | 梅里克上校                                              | 凱文·泰格              | －                                 |
| 1997     | 尼基塔女郎                | Walter                                                  | Don Francks            | 東京電視台版                       |
| 1997     | The Uninvited             | Oliver James                                            | Michael Cochrane       | －                                 |
| 1998     | 決戰2025                  | Coach Douglas                                           | Bill Smitrovich        | 影碟版本                           |

- 霹靂遊俠 ※朝日電視台版
  - 第1季（Polly〈Lewis Elias〉、Dickerson警官〈Don Gordon〉、Philipp Royce〈John Ericsson〉、Dr.〈Richardson Morse〉)
  - 第4季（冒牌的Devon Miles〈Edward Mulhare〉、Kleist〈Peter Mark Richman〉、Jonathan Dutton〈Peter MacLean〉、Claude Watkins〈John Vernon〉）
- 新霹靂遊俠（Jared〈Brian James〉）※影碟版。
- 雷鳥神機隊 (1966年電視影集)（Frank Wells）[注 3]

#### 動畫
- 阿拉丁和大盗之王
- 蝙蝠俠（Arnie Stromwell）
- 大英雄（Zartan、Cobra Soldier、Viper）
- 小姐與流氓（Al the Alligator〈Thurl Ravenscroft 〉）

### 特攝影集
1968年
- 狼人傳說[注 3]

1976年
- 圓盤戰爭潘基德（日语：円盤戦争バンキッド）（中尉的聲音）
- 超神三戰士（的聲音、的聲音）

1979年
- 假面騎士 (Skyrider)（蜘蛛怪人的聲音[注 16]、的聲音、的聲音、的聲音、的聲音）

1980年
- 假面騎士Super 1（的聲音、的聲音、的聲音）

1985年
- 兄弟拳（的聲音、魔神的聲音、的聲音、的聲音）

1996年
- 超力戰隊王連者 王連VS隱連者（巴拉齒輪的聲音、揹揹齒輪的聲音）

1997年
- 電磁戰隊百萬連者（基雷爾／基加基雷爾／狂暴基雷爾的聲音）

### CD
- CD廣播劇 JOKER FILE.2（日语：ジョーカー・シリーズ (漫画)）（克瑞·史佩德博士）
- CD廣播劇 北歐神話 傳說1、3（旁白）
- 聖少女艦隊Virgin Fleet（日语：聖少女艦隊バージンフリート） 歌曲集&原聲音樂集（男人之夢）

### 其它
- 朗讀劇『芥川龍之介作品集』

## 腳註

## 外部連結
- 日本電影數據庫（JMDb）上仁內建之的資料（日語）
- 仁內建之 （页面存档备份，存于） （日語）－allcinema（日语：allcinema）
- 仁內建之 （页面存档备份，存于） （日語）－KINENOTE
- Tatsuyuki Jinnai在互联网电影资料库（IMDb）上的資料（英文）
- 仁內建之 Movie Walker （页面存档备份，存于） （日語）